# Spencer Grammer
Spencer Grammer (Los Angeles, 9 oktober 1983) is een Amerikaans actrice, onder andere bekend door haar rol in de serie Greek als Casey Cartwright.

## Biografie
Grammer is een dochter van Kelsey Grammer, bekend als Dr. Frasier Crane van Frasier en Cheers, en Doreen Aldermann, een dansinstructrice en achtergronddanseres. Haar ouders zijn inmiddels gescheiden. Grammer heeft halfzussen en een halfbroer uit andere huwelijken/relaties van Kelsey. Haar halfzus Greer Grammer is ook actrice.
Met haar tweede naam is ze vernoemd naar haar tante, een zus van Kelsey, die acht jaar voor haar geboorte verkracht en vermoord werd. Grammer is verloofd met James Hesketh op 25 januari 2011 en op 11 februari 2011 traden zij in het huwelijk. Samen hebben ze een zoon.
Grammer begon al vroeg met acteren in de serie Cheers en in een kinderkledingreclame op haar zevende. Hierna kreeg ze de rol van Lucy in de serie As the World Turns.
Grammer ging naar de Los Angeles County High School for the Arts. Daarna begon ze haar studie kunstgeschiedenis aan Marymount Manhattan, om vervolgens over te stappen naar toneel.